# Station Wezep
Station Wezep is een spoorwegstation in het Gelderse Wezep aan de spoorlijn Amersfoort – Zwolle (Centraalspoorweg). Het werd geopend op 20 augustus 1863.
Wezep heeft nooit een groots stationsgebouw gekend. In 1870 kwam er een eenvoudig laag haltegebouwtje, dat in 1910 werd vervangen door een houten gebouwtje, afkomstig van een landbouwtentoonstelling in Zeist. In 1955 werd dit vervangen door een modern standaardstation. Dit gebouw werd uiteindelijk in 2002 gesloopt.
De perrons liggen in bajonetligging, waarbij de trein (in tegenstelling tot in de meeste gevallen) nog voor de overweg halteert.

## Bediening
| Serie | Treinsoort    | Route                                                                       | Bijzonderheden |
| ----- | ------------- | --------------------------------------------------------------------------- | -------------- |
| 5600  | Sprinter (NS) | Utrecht Centraal – Utrecht Overvecht – Amersfoort Centraal – Wezep – Zwolle |                |

## Overig openbaar vervoer
Station Wezep is bereikbaar met buurtbussen 502 (Vorchten – Heerde – Wezep) en 514 ('t Harde – Elburg – Oosterwolde – Oldebroek – Wezep) van EBS.

## Ontwikkeling aantal reizigers
Het aantal door NS vervoerde reizigers (per gemiddelde werkdag) ontwikkelde zich sedert 2019 als volgt:
| Jaar | Aantal reizigers |
| ---- | ---------------- |
| 2019 | 1.061            |
| 2020 | 558              |
| 2021 | 582              |
| 2022 | 839              |
| 2023 | 927              |
| 2024 | 907              |

## Afbeeldingen

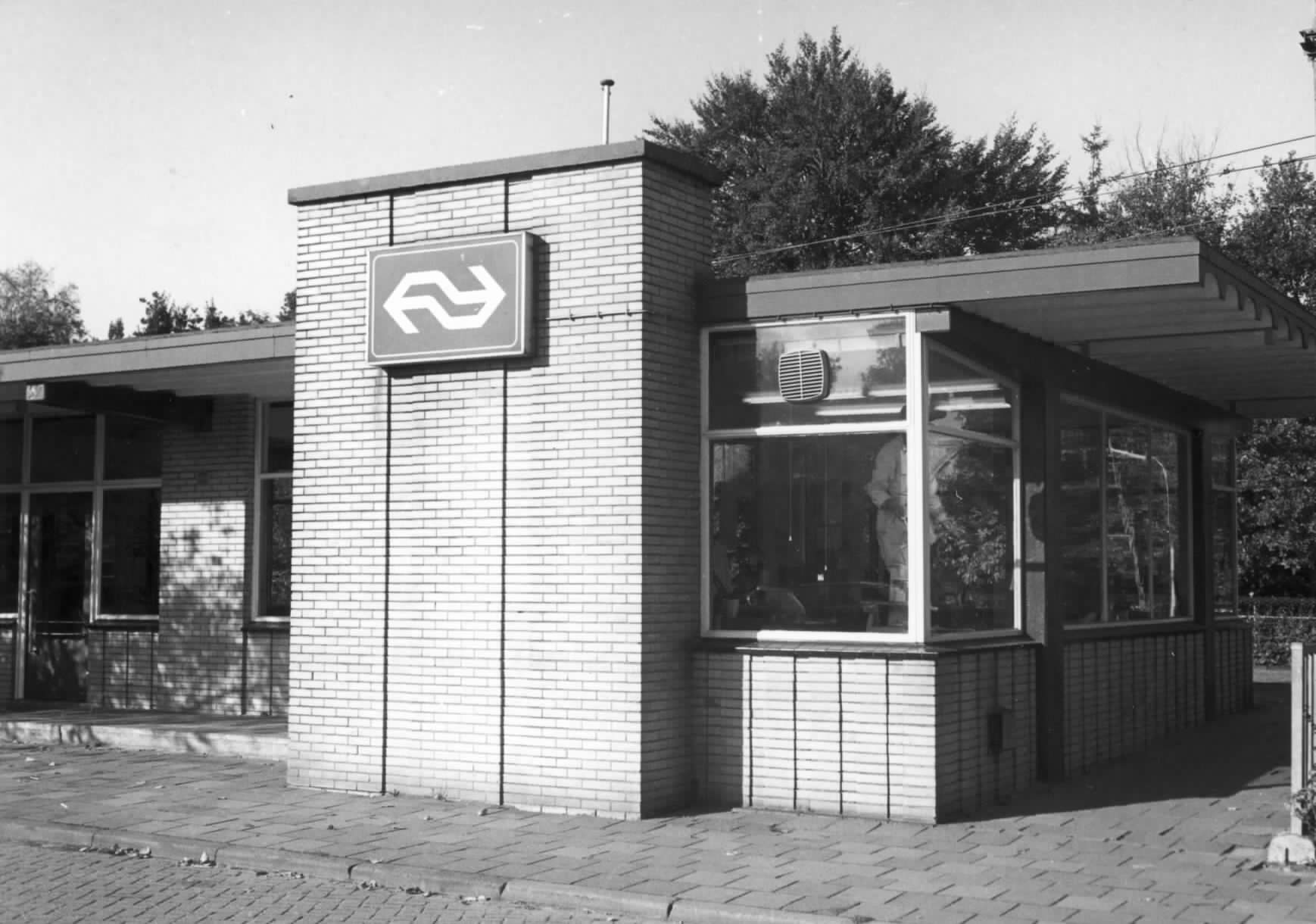
Het station omstreeks 1980
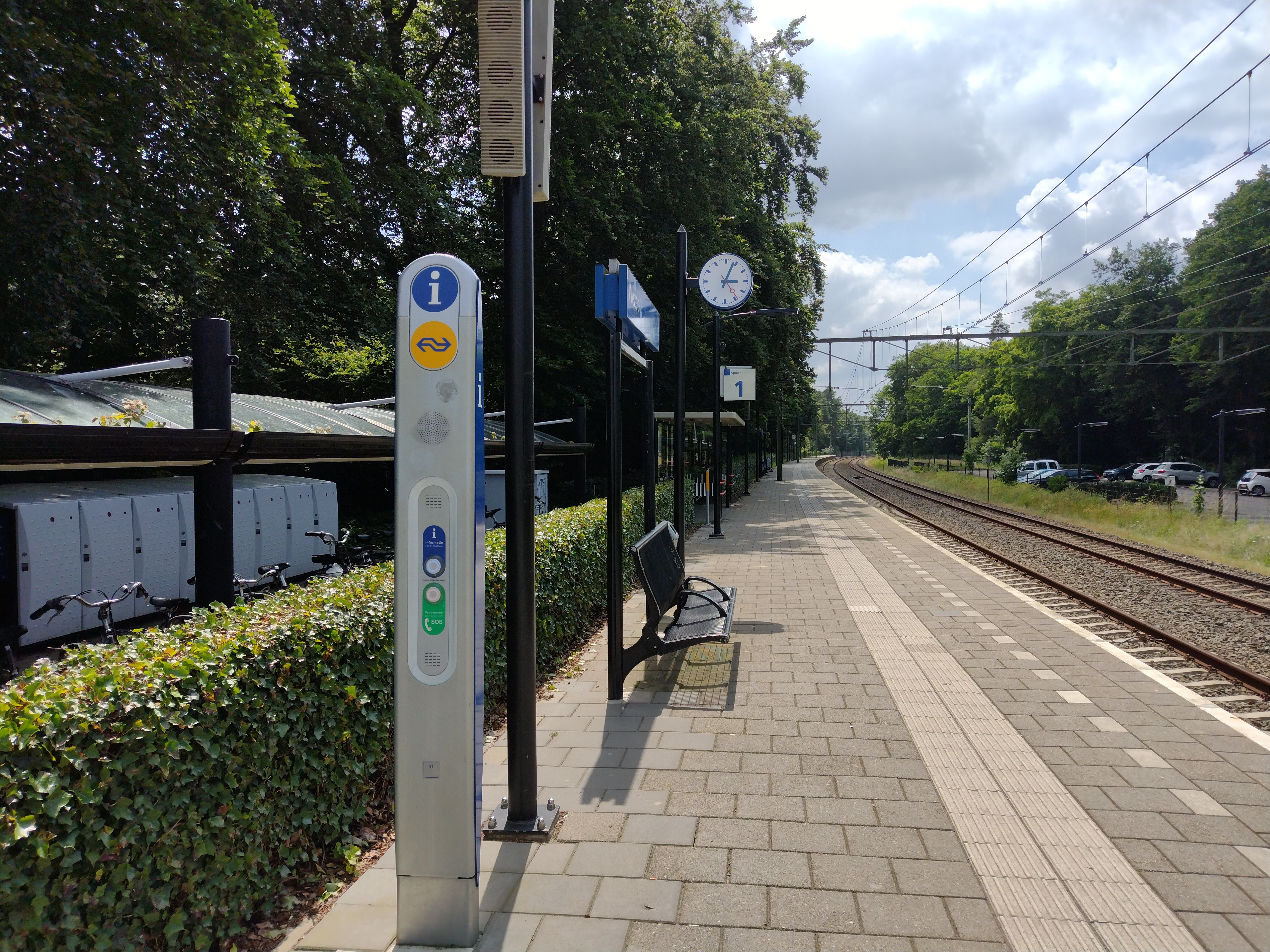
Het perron met spoor 1
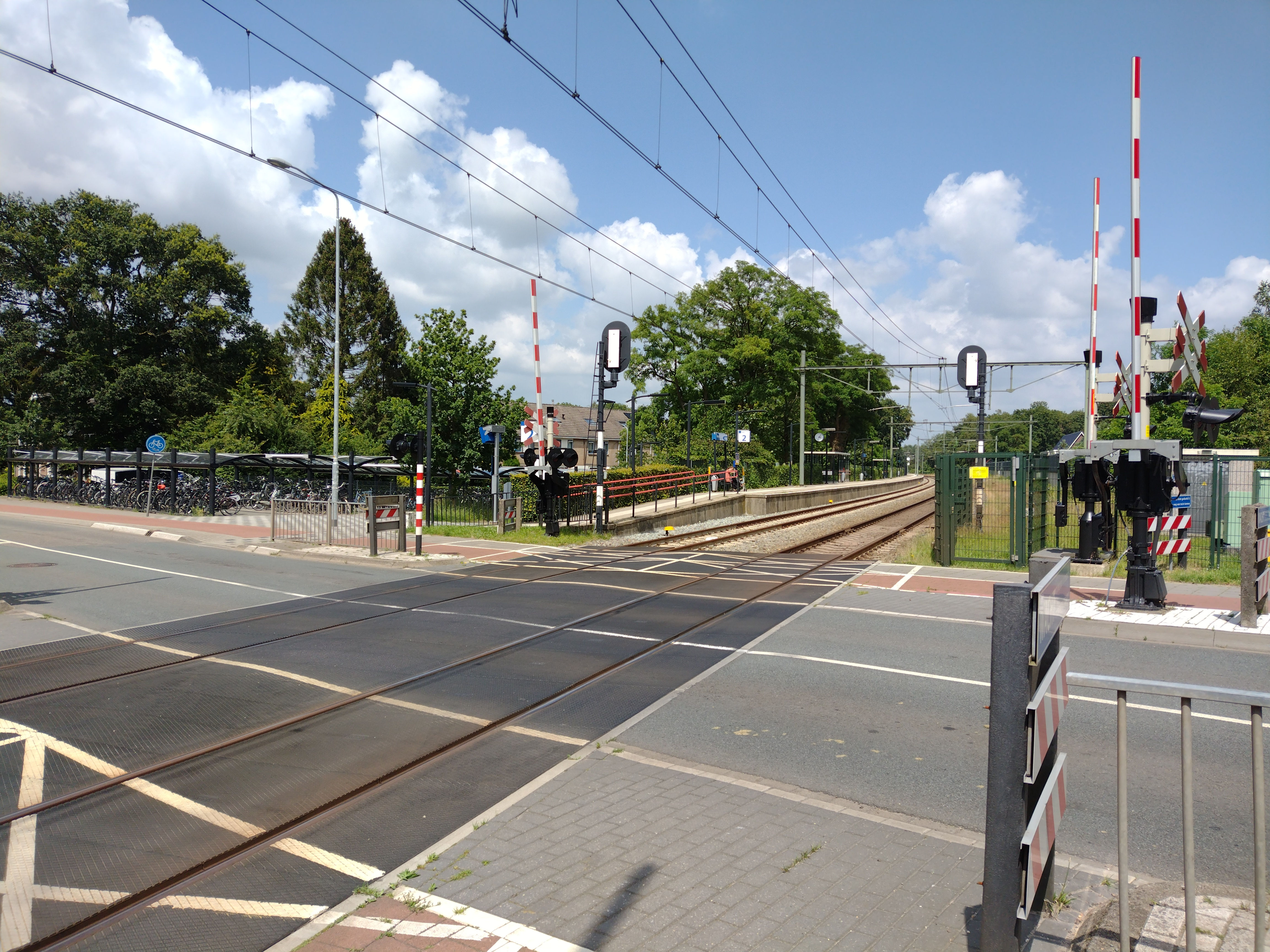
Het perron met spoor 2
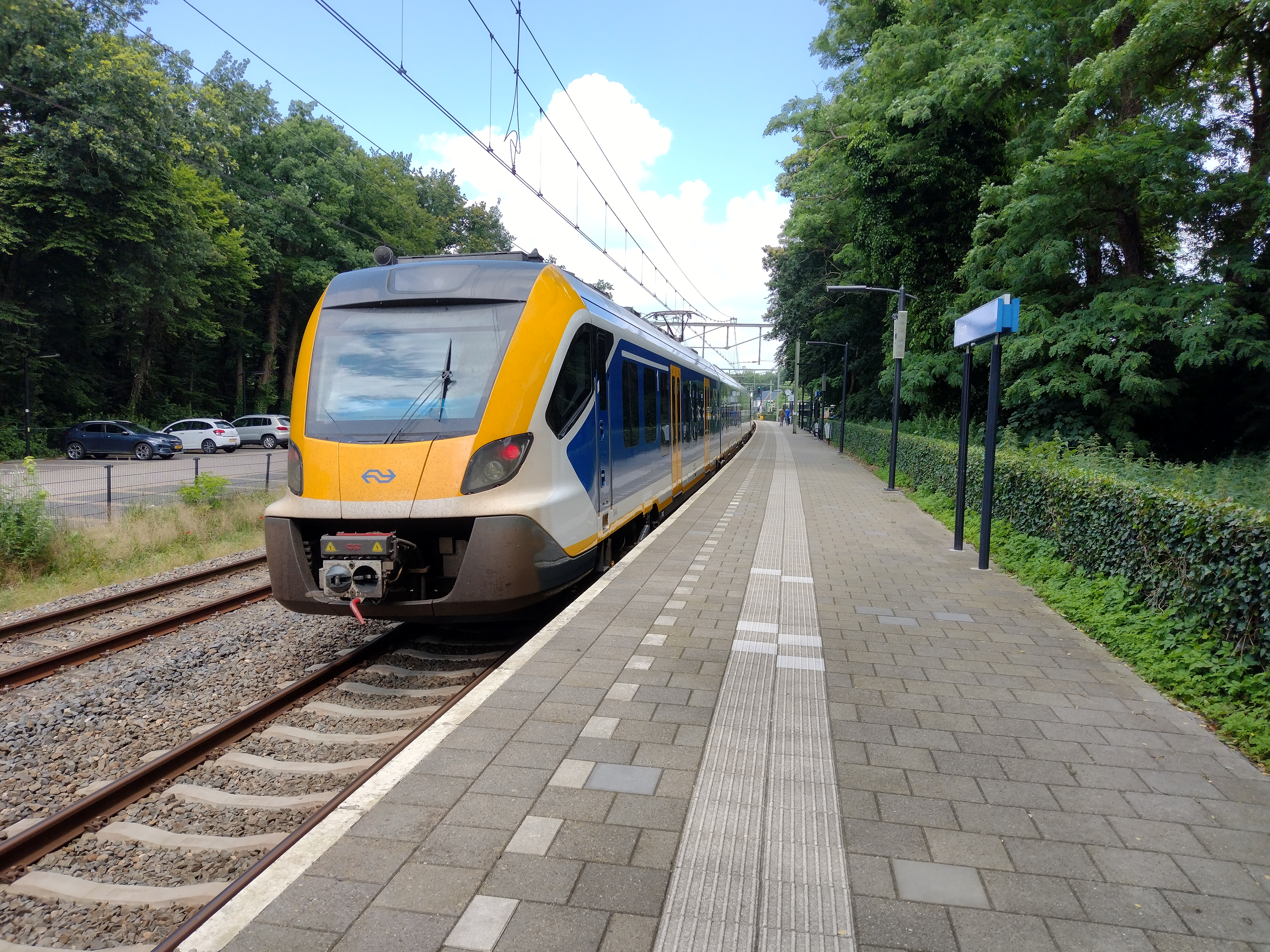
SNG op het station

0: Utrecht Centraal ·
1: Utrecht Buurtstation ·
2:Amsterdamsche Straatweg ·
2: Vechtbrug ·
3: Utrecht Overvecht ·
5: Blauwkapel ·
7: Groenekan Oost ·
9: Bilthoven ·
12: Den Dolder ·
16: Soestduinen ·
19: De Vlasakkers ·
21: Amersfoort Centraal ·
22: Amersfoort NCS ·
23: Amersfoort Koppel ·
24: Bloemendaalsche Weg ·
25: Amersfoort Schothorst ·
26: Liendert ·
28: Hooglanderveen ·
28: Amersfoort Vathorst ·
29: Hoevelaken ·
30: Slichtenhorst ·
32: Nijkerk ·
34: Diermen ·
36: Hooge Steeg ·
38: Bijsteren ·
40: Putten ·
43: Volenbeek ·
45: Ermelo ·
47: Horst-Tonsel ·
49: Harderwijk ·
55: Hulshorst ·
58: Nieuw Groeneveld ·
64: Nunspeet ·
70: 't Harde ·
73: Oldebroek ·
79: Wezep ·
83: Hattemerbroek ·
88: Zwolle NCS ·
88: Zwolle ·
101: Kampen
Huidige stations:
Aalten ·
Apeldoorn · 
-De Maten · 
-Osseveld ·
Arnhem:
-Centraal · 
-Presikhaaf · 
-Velperpoort · 
-Zuid ·
Barneveld:
-Centrum · 
-Noord ·
-Zuid ·
Beesd ·
Brummen ·
Culemborg ·
Didam ·
Dieren ·
Doetinchem · 
-De Huet · 
Duiven ·
Ede:
-Centrum ·
-Wageningen ·
Elst ·
Ermelo ·
Gaanderen · 
Geldermalsen ·
't Harde ·
Harderwijk ·
Hemmen-Dodewaard ·
Kesteren ·
Klarenbeek ·
Lichtenvoorde-Groenlo ·
Lochem ·
Lunteren ·
Nijkerk ·
Nijmegen · 
-Dukenburg · 
-Goffert · 
-Heyendaal · 
-Lent ·
Nunspeet · 
Oosterbeek ·
Opheusden ·
Putten ·
Rheden ·
Ruurlo ·
Terborg ·
Tiel · 
-Passewaaij ·
Twello · 
Varsseveld · 
Veenendaal-De Klomp · 
Velp · 
Voorst-Empe · 
Vorden · 
Wehl ·
Westervoort · 
Wezep · 
Wijchen ·
Winterswijk · 
-West · 
Wolfheze · 
Zaltbommel · 
Zetten-Andelst · 
Zevenaar · 
Zutphen
Voormalige stations: lijst van voormalige spoorwegstations in Gelderland